# Tipula (Sinotipula) hutchinsonae
Tipula (Sinotipula) hutchinsonae is een tweevleugelige uit de familie langpootmuggen (Tipulidae). De soort komt voor in het Palearctisch en Oriëntaals gebied.